# Сантырджиоглу, Гюльчин
Гюльчи́н Сантырджиоглу́ (тур. Gülçin Santırcıoğlu; род. 25 июля 1977, Измир) — турецкая актриса

 театра, кино и телевидения, певица и музыкальный педагог.

## Ранние годы
Гюльчин Сантырджиоглу родилась 25 июля 1977 года в Измире (Турция) в семье Ибрахима Сантырджиоглу (1951 / 1952 — 10 апреля 2021), занимавшегося текстильным бизнесом, и домохозяйки Селиме Сантырджиоглу. У неё есть сестра — Эльчин Сантырджиоглу. Она получила начальное и среднее образование в Измирской частной школе Фатих. Окончила отделение оперного пения Консерватории Университета Докуз Эйлюль.

## Карьера
В 2002 году Сантырджиоглу переехала в Стамбул, где работала солисткой в различных музыкальных группах и несколько лет преподавала вокал в Фонде культуры и искусства Рухи Су.
В 2005 году Сантырджиоглу дебютировала в кино с ролью Сюрейи в фильме «Производная» и в 2006 году была удостоена премии Ассоциации актёров современного кино в категории «Многообещающая актриса» за эту роль. В 2010 году она сыграла роль Хурие в фильме «В стране демократия» и была номинирована на премию Садри Алышыка в области театра и кино в категории «Лучшая актриса второго плана в фильме — мюзикл или комедия». С 2019 по 2020 год Сантырджиоглу играла роль Султан Асланбей в телесериале «Ветренный», за которую получила номинацию на премию Международного Измирского кинофестиваля в категории «Лучшая женская роль второго плана (сериал)». С 2022 года она играет роль Ифакат Корхан в телесериале «Зимородок».
В 2012 году Сантырджиоглу исполнила песню «Ala Gözlerini Sevdiğim Dilber», вошедшую в альбом «Badem ve Konukları» группы «Badem».
В 2013 году Сантырджиоглу была членом жюри Роттердамского кинофестиваля «Золотой тюльпан».

## Личная жизнь
С 2013 года Сантырджиоглу замужем за инженером-механиком Ибрахимом Утку Башязыджи.

## Фильмография
| Год       |     | Русское название                                  | Оригинальное название                           | Роль                             |
| --------- | --- | ------------------------------------------------- | ----------------------------------------------- | -------------------------------- |
| 2005      | кор | Телефонный звонок от воображаемых подруг: Стамбул | Phone Call from Imaginary Girlfriends: Istanbul | женщина                          |
| 2005      | ф   | Производная                                       | Türev                                           | Сюрейя                           |
| 2005      | с   | Зеркала                                           | Aynalar                                         |                                  |
| 2006      | с   | Гюльпаре                                          | Gülpare                                         | Неслихан Гюльдемир               |
| 2007—2009 | с   | Прощай, Румелия                                   | Elveda Rumeli                                   | Хатидже                          |
| 2008      | ф   | Яйцо                                              | Yumurta                                         | Гюль                             |
| 2008      | ф   | Две линии                                         | İki Çizgi                                       | Селин                            |
| 2008      | кор | Рождение                                          | Doğum                                           | Айлин                            |
| 2010      | с   | Я не могу жить без тебя                           | Sensiz Yaşayamam                                | Шахика                           |
| 2010      | ф   | Дом                                               | Ev                                              | Тюлин                            |
| 2010      | ф   | В стране демократия                               | Memlekette Demokrasi Var                        | Хурие                            |
| 2010      | с   | Врачи                                             | Doktorlar                                       | Туба Айгюн                       |
| 2011—2012 | с   | Я полюбил ребёнка                                 | Bir Çocuk Sevdim                                | Себахат                          |
| 2013—2014 | с   | Османская пощёчина                                | Osmanlı Tokadı                                  | Асуман                           |
| 2014      | ф   | Крымчанин                                         | Kırımlı                                         | Анетт                            |
| 2015      | с   | Чёрный хлеб                                       | Kara Ekmek                                      | Первин                           |
| 2015      | ф   | Новая жизнь                                       | Yeni Hayat                                      | Ширин                            |
| 2016      | с   | Злое сердце                                       | Oyunbozan                                       | Мине                             |
| 2016—2017 | с   | Возрождение: Эртугрул                             | Diriliş Ertuğrul                                | Чолпан-хатун (Екатерина Анголос) |
| 2018      | с   | Бездыханные                                       | Nefes Nefese                                    | Султан Акмеше                    |
| 2019—2020 | с   | Ветреный                                          | Hercai                                          | Султан Асланбей                  |
| 2021      | ф   | Дилемма Азиза                                     | Azizler                                         | Вильдан                          |
| 2022      | с   | Андропауза                                        | Andropoz                                        | Шахинде                          |
| 2022—2023 | с   | Зимородок                                         | Yalı Çapkını                                    | Ифакат Корхан                    |